# Powiat Nowomiejski
Der Powiat Nowomiejski ist ein Powiat (Kreis) in der polnischen Woiwodschaft Ermland-Masuren mit dem Sitz in Nowe Miasto Lubawskie (Neumark in Westpreußen). Der Powiat hat eine Fläche von 695 km², auf der etwa 43.900 Einwohner leben.

## Geschichte
Der Powiat Nowomiejski gehörte von 1920 bis 1939 zur Woiwodschaft Pommerellen, nach dem Zweiten Weltkrieg dann zur Woiwodschaft Bromberg und kam im Zuge einer Gebietsreform 1950 an die damalige Woiwodschaft Olsztyn.

## Gemeinden
Der Landkreis umfasst fünf Gemeinden, davon
eine Stadtgemeinde
- Nowe Miasto Lubawskie (Neumark)

und vier Landgemeinden
- Biskupiec (Bischofswerder)
- Grodziczno (Grodziczno)
- Kurzętnik (Kauernik)
- Nowe Miasto Lubawskie